# Paul Dumaine
Pour les articles homonymes, voir Dumaine.
Paul Dumaine est un homme politique français né le 22 juin 1877 à Juvisy-sur-Orge (Seine-et-Oise) et décédé le 16 mars 1950 à Longeville-sur-la-Laines (Haute-Marne).

## Biographie
Agriculteur à Longeville-sur-la-Laines, il est maire de la commune, conseiller général du canton de Montier-en-Der de 1919 à 1931 et président de la Chambre d'agriculture. Il est député de la Haute-Marne de 1928 à 1932, inscrit au groupe de l'Union républicaine démocratique.

## Sources
- « Paul Dumaine », dans le Dictionnaire des parlementaires français (1889-1940), sous la direction de Jean Jolly, PUF, 1960 [détail de l’édition]